# ياسمين ليفي
ياسمين ليفي (بالعبرية: יסמין לוי‏) (القدس، 23 ديسمبر 1975) مغنية إسرائيلية من أصل تركي.
والدها المغني يتسحاق إسحاق ليفي، كان رائداً في السفارديم. قدمت ياسمين معنىً جديداً للموسيقى اليهودية الإسبانية المتوارثة من العصور الوسطى، وتتضمن أكثر حداثة، من الفلامنكو الأندلسي، واستخدام الأدوات التقليدية مثل العود والكمان والتشيلو والبيانو والأصوات. انه لأول مرة مع الألبوم الرومانسية وياسمين (2000)، والتي فاز بالترشيح لجائزة أفضل فنان جديد من راديو بي بي سي 3 في فئة الموسيقى العالمية. ألبومها الثاني، والحي اليهودي (2005)، فاز بترشيح آخر، وهذه المرة في فئة الثقافة في أكتوبر 2007 صدر ألبومه اليد الناعمة، والذي يتضمن دويتو مع ناتاشا أطلس. في أكتوبر 2009 يأتي تسجيلها الجديد، شعور، التي أنتجه خافيير يمون ويتضمن إصدار من ابنة جون سايمون، أنطونيو مولينا.

## ديسكوغرافيا
عام 2000: الرومانسية وياسمين
2005: اليهودي
2006: ويعيش في برج داود في القدس
2007 حقيبة لينة
2009 الشعور
2012: الحرية (تاريخ الإصدار: سبتمبر 2012)

## روابط خارجية
- ياسمين ليفي على موقع IMDb (الإنجليزية)
- ياسمين ليفي على موقع ميوزك برينز (الإنجليزية)
- ياسمين ليفي على موقع ديسكوغز (الإنجليزية)